# General der Pioniere und Festungen
Der General der Pioniere und Festungen (GendPiuFest auch GendPiuFestg), später General der Pioniere und technische Truppen, war eine Dienststellung der Wehrmacht im Generalstabs des Heeres und bestand von Oktober 1939 bis Kriegsende.

## Geschichte der Dienststelle
Die Dienststelle wurde nach dem Überfall auf Polen im Oktober 1939 eingerichtet.
Der ursprüngliche Inspekteur der Festungen, welcher beim Allgemeinem Heeresamt geführt wurde, wurde hierfür in die 1. Staffel des Generalstabs des Heeres aufgenommen. Mit dieser Einordnung wurde die Zusammenarbeit mit dem Chef des Stabes, Generaloberst Franz Halder, geschaffen.
Vor dem Beginn des Zweiten Weltkriegs existierte unter dem Oberquartiermeister beim Generalstabs des Heeres der Bereich OQu I (Führungsfragen). Hier war die 10. Abteilung als Landesbefestigung angesiedelt. Im Sommer 1939 war die Abteilung zur Gruppe herabgestuft worden, sodass darauf basierend später die Einrichtung der Dienststelle erfolgen konnte.
Der neu gebildeten Dienststelle wurden 16 Personen zugeteilt und die folgenden Dienstposten direkt unterstellt:
- General z. b. V. beim General der Pioniere und Festungen:
  - Generalmajor Walther Wollmann: von Oktober 1943 bis März 1945

- Höherer Landungspionierführer: er wurde im Februar 1944 in Berlin eingerichtet und ihm wurden alle Sturmbooteinheiten unterstellt.
  - Generalmajor Carl Henke († April 1945): Februar 1944 bis Ende April 1945

Beim Allgemeinem Heeresamt (AHA) waren im noch die folgenden Stellen, welche als Arbeitsstab zusammengefasst wurden, zugewiesen:
- Inspektion der Pioniere (In 5), im März 1941 Übernahme des Bereichs Brückenbau von der In 10
- Inspektion der Festungen (In Fest)
- Inspektion der Eisenbahnpioniere (In 10)
  - Generalmajor Alfred Jacob: von Dezember 1938 bis Ende August 1939, zugleich General der Pioniere und Festungen und Inspekteur der Inspektion der Pioniere und Festungen (In 5)
  - Generalleutnant Hermann Hopff (ehemaliger Inspekteur der Pioniere und Festungen (In 5)): September 1939 bis Oktober 1942

Die Inspektionen wurden in Personalunion geführt.
Anfang 1940 und im April 1942 wurden die Befehlsbefugnisse und Dienstanweisung für die Waffengenerale verändert, was auch Einfluss auf das Tätigkeitsgebiet der Dienststelle hatte. Ab 1943 war die Dienststelle „beim Chef GenStdH“.
Im April 1944 wurde in Berlin der Höhere Landungs-Pionierführer eingerichtet und dem General der Pioniere und Festungen zugewiesen. Dem Höheren Landungs-Pionierführer unterstanden die Sturmbooteinheiten.
Am 25. November 1944 wechselte die Unterstellung unter das OKH und u. a. die Aufgaben der Dienststelle neu festgelegt, aber erst am 25. Februar 1945 trat die neue Organisation in Kraft. In der Folge folgten weitere Befehle zur Umstrukturierung, welche dann aber nicht mehr umgesetzt wurden.
Kurz vor Kriegsende erfolgte die Umbenennung in General der Pioniere und technische Truppen. Hierfür wurde der General der Technischen Truppen (bei Generalquartiermeister im OKH) herangezogen und aufgelöst.
Einziger General der Pioniere und Festungen/General der Pioniere und technische Truppen war Generalleutnant/General der Pioniere Alfred Jacob.

## Inspektion der Pioniere und Festungen (In5)
1920 wurde mit dem Verordnungsblatt 1920 Nr. 1086 die Befehlsbefugnisse der Inspektion festgelegt. Sie hatte u. a. die Aufgabe die theoretische und praktische Ausbildung der Pioniere durchzuführen. Die Inspektion war auch für Fragen der Landesverteidigung und der Entwicklung des Festungswesens verantwortlich. Die Unterstellung erfolgt unter das Reichswehrministerium in Berlin. 1934/35 wurde die Inspektion der Pioniere und Festungen geteilt und die Inspektion der Festungen (In Fest) gebildet, welche dem OKH unterstand. Später wurden die Inspektionen in das Allgemeine Heeresamt überführt und waren ab Oktober 1939 fachlich dem General der Pioniere und Festungen zugeordnet.
Die Inspektion wurde durch einen Inspekteur im Dienstgrad eines Generalmajors geleitet. Nach der Trennung der Inspektionen 1934/35 erfolgte die Leitung in Personalunion.

### Inspekteure
- Generalmajor Erich Weber: 11. November 1919 bis 16. Mai 1920
- Generalmajor Hermann Klotz: 16. Mai 1920 bis 1. Juli 1923
- Oberst/Generalmajor Max Ludwig: 1. Juli 1923 bis 1. März 1926
- Generalmajor Felix von Buchholtz (ehemaliger Chef des Stabes): 1. März 1926 bis 31. März 1928
- Generalmajor/Generalleutnant Hans Sehmsdorf: 1. April 1928 bis 31. Januar 1931
- Oberst/Generalmajor Hermann Hopff (ehemaliger Chef des Stabes): 1. Februar 1931 bis 31. Januar 1933
- Oberst/Generalmajor/Generalleutnant Otto-Wilhelm Förster: 1. Februar 1933 bis 24. November 1938
- Generalleutnant/General der Pioniere Alfred Jacob: 24. November 1938 bis Kriegsende, zugleich General der Pioniere und Festungen und Inspekteur der Inspektion der Eisenbahnpioniere (In 10)[6]

### Chef des Stabes
- Oberst Paul Fischer: 1. November 1920 bis 1. Februar 1923
- Oberst Felix von Buchholtz: 1. Februar 1923 bis 1. März 1926, anschließend Inspekteur
- Oberstleutnant/Oberst Hermann Hopff: 1. März 1926 bis 1. März 1930, später Inspekteur
- Oberstleutnant/Oberst Walter Kuntze: 1. März 1930 bis 30. September 1932
- Oberstleutnant/Oberst Dr. rer. pol. Richard Speich (später Inspekteur der Westbefestigungen (In West)): 1. Oktober 1932 bis 1. Oktober 1934[6]

### Chef des Generalstabes Inspektion der Pioniere (In5)
- Major/Oberstleutnant Gerhard Medem (später General der Pioniere bei der Heeresgruppe Nord und Heeresgruppe Kurland): 1. Oktober 1934 bis 15. Oktober 1937
- Oberstleutnant/Oberst Gerhard Jordan: 15. Oktober 1937 bis 15. Juni 1941[6]

### Chef des Generalstabes Inspektion der Festungen (InFest)
- Oberst Walther Wollmann: 1. April 1935 bis 10. November 1938, später General z. b. V. beim General der Pioniere und Festungen
- Oberst Erwin Jaenecke: 10. November 1939 bis 26. September 1939[6]

## Geschäftsverteilung
1942:
- 1. Chef des General der Pioniere und Festungen
- 2. Chefgruppe mit den Organisationseinheiten:
  - IIa Pioniere
  - IIb Festungspionierkorps
  - IIc Bautruppen zgl. Adjutant des GendPiuFest
  - Unterstab und Registratur
- 3. Abteilung Pioniere mit den Organisationseinheiten:
  - I Einsatz
  - II Organisation und Straßenbau
  - III Gerät
  - IV Ausbildung
- 4. Abteilung Landesbefestigung mit den Organisationseinheiten:
  - L I Grundlegende Fragen
  - L II O Osten und Südosten
  - L II N Norwegen und Dänemark
  - L II W Westen
  - L III Technik
  - L IV Nachschub (der Abteilung Landesbefestigung beim AHA angegliedert war ferner der Stabsoffizier der Artillerie und der Beauftragte der Organisation Todt)

1945:
- Chefgruppe
- Personalabteilung
- Abteilung Pioniere
- Abteilung Landesbefestigung
- Pionier-Ausbildungsabteilung
- OT-Verbindungsführer
- Inspektion der Pionier
- Inspektion der Festungen
- Inspektion der Bau-Pioniere
- General z.b.V.

## Aufgaben der Dienststelle
- Siehe: General der Pioniere und Festungen im OKH

## Bekannte Personen
- Major Kurt Dittmar: von September 1931 bis Januar 1934 beim Inspekteur der Pioniere und Festungen
- Hauptmann Viktor von Marnitz: von April 1932 bis Mitte September 1932 beim Inspekteur der Festungen
- Hauptmann/Major Paul Klatt: von September 1934 bis Mitte November 1938 beim Inspekteur der Pioniere und Festungen
- Oberst Erich Abberger: von Oktober 1939 bis September 1942 Gruppenleiter